# Zoltán Erika (Platina sorozat)
A Magneoton kiadó 2005-2006 több hazai előadó, így például Cserháti Zsuzsa, Charlie, Edda, Tátrai Band mellett megjelentette a Zoltán Erika Platina sorozat kiadványt, mely hanganyagon az énekesnő nagy slágereiből válogattak. Az album tulajdonképpen az 1998-ban megjelent Best of Zoltán Erika lemez dalait tartalmazza, kiegészülve egy 13. számmal.

## Az album dalai[1]
1. Banális történet (Pásztor László-Jakab György-Hatvani Emese-Bardóczi Gyula) 3:59 remix: Hauber Zsolt
2. Szerelemre születtem (N. Tony-S. Brosi-Jávor Andrea) 5:13 remix: ifj. Jakab György
3. Remete lány (F. Enz-Pásztor László-Jakab György-Hatvani Emese) 4:31 remix: ifj. Jakab György
4. Casanova (F. Enz-Pásztor László-Jakab György-Joós István) 4:50 remix: Erős Attila
5. Csak egy szerelmes lány vagyok (Pásztor László-Jakab György-Hatvani Emese) 5:05 remix: ifj. Jakab György
6. Luftballon (Pásztor László-Jakab György-Hatvani Emese-Joós István) 4:15 remix: Erős Attila
7. Szeretem őt (Pásztor László-Jakab György-Hatvani Emese) 4:25 remix: Hauber Zsolt
8. Túl sexy (Pásztor László-Jakab György-Hatvani Emese) 4:14 remix: Hauber Zsolt
9. Csak neked (Pásztor László-Jakab György-Hatvani Emese) 5:38 remix: Erős Attila
10. Életfogytig a szerelem (Pásztor László-Jakab György-Hatvani Emese) 3:35 remix: Erős Attila
11. Van egy ötletem (Pásztor László-Bardóczi Gyula-Hatvani Emese) 4:34 remix: Lakatos Gábor
12. Mindent a szemnek (Jakab György-Lakatos Gábor-Hatvani Emese) 5:26 remix: Lakatos Gábor
13. Pop-hopp (Pásztor László-Jakab György-Jávor Andrea) 6:45